# Polgárská kultura
Polgárská kultura nebo polgárský (kulturní) okruh byla kultura / kulturní okruh na konci neolitu a začátku eneolitu na východním Slovensku, východním Maďarsku, západním Rumunsku a v Podkarpatské Rusi. Spadá do let: dle novějšího datování cca 4500 (nebo dříve) - 3600/3400 př. Kr., podle staršího datování cca 3700 - 2800 př. Kr. 
Skládá se z následujících skupin / kultur (pokud mluvíme o polgárské "kultuře" jsou to spíše skupiny a fáze, pokud o polgárském "okruhu" jsou to spíše kultury; bez ohledu na označení, jsou to obsahově většinou vývojové fáze):
- skupina Čičarovce (B)
- "kultura" Herpály-Csöszhalom [v maďarské klasifikaci je v kulturním komplexu Tisza-Hérpály-Csöszhalom ]:
  - hérpályská skupina
  - skupina (Tiszapolgár-)Csöszhalom–Oborín
- prototiszapolgárská skupina (prototiszapolgárská kultura, prototiszapolgárská fáze)
- tiszapolgárská skupina (tiszapolgárská kultura) - 4 skupiny: Lúčky, Basatanya, Tiszaug-Kisrétpart a Deszk
- bodrogkeresztúrská skupina (bodrogkereztúrská kultura)
- lažnianská skupina
- hunyadihalomská skupina (vajsko-hunyadihalomská skupina) (východní Maďarsko, Vojvodina)

## Slovensko
Na Slovensku se vyskytovaly (v chronologickém pořadí):
- skupina Čičarovce (B)
- skupina (Tiszapolgár-)Csöszhalom–Oborín
- prototiszapolgárská skupina (prototiszapolgárská kultura, prototiszapolgárská fáze)
- tiszapolgárská skupina (tiszapolgárská kultura)
- bodrogkeresztúrská skupina (bodrogkereztúrská kultura)
- lažnianská skupina

Na východním Slovensku začíná navázáním na vliv potiské kultury (který začal v období tzv. skupiny Ižkovce a pokračoval jako skupina Čičarovce A). 
Skupina Čičarovce (naleziště Zemplín-osada, Veľké Raškovce,  Čičarovce A a B-hroby) časově odpovídá závěru lengyelu I na západě a je charakteristická válcovitými nádobami, putnami, mísami na dutých nožkách, sklenicemi a podobně. 
Skupinu Čičarovce dělíme na stupně Čičarovce A a B, přičemž B se již považuje za přechod mezi tiskou a následující polgárskou kulturou. Pohřebiště Čičarovce je významné několika nálezy, zejména prvními měděnými předměty z východního Slovenska a zvláštním pohřbíváním mužských šamanů (možný doklad přechodu k patriarchátu). Již ve skupině Čičarovce B se projevil nový styl keramiky s převládáním malovaného ornamentu a jinak ztvárněných hliněných sošek žen. Pozorovat lze vlivy ze severních území. Ustálilo se pohřbívání v skrčené poloze. 
Následující skupina skupina Csöszhalom-Oborín má typickou bílo-červenou malovanou keramiku (naleziště Oborín Egreš Hrčeľ). 
Následovala prototiszapolgárská fáze (skupina), tiszapolgárská skupina, bodrogkeresztúrská skupina a lažnianská skupina. Kultura se vyskytovala na Východoslovenské nížině, Košické kotlině, lažnianská skupina i v Šarišské vrchovině. Osady se budovaly v rovinatých terénech, na terasách vodních toků nebo nízkých návrších. Pohřebiště tiszapolgárské a bodrogkeresztúrské skupiny svědčí o velkých majetkových rozdílech. 
Prototiszapolgárská skupina (naleziště Lúčky v okrese Michalovce) je charakteristická leštěným ornamentem na keramice a plochými plastikami. 
Tiszapolgárská skupina (naleziště osad: Lúčky, Tibava, Barca, naleziště pohřebišť: Tibava, Veľké Raškovce, Malé Raškovce) je charakteristická prvním výskytem zlatých výrobků na východním Slovensku, vyvrcholením kvantity výroby měděných nástrojů, výskytem ozdob dokazujících intenzivní kontakty s kulturami v Rumunsku a Bulharsku, dovozem kamene na nástroje z povodí řeky Bug a v závěru výskytem žárových hrobů. 
Bodrokeresztúrská skupina (Košice-Barca, Streda nad Bodrogom, Malá Studená dolina ve Vysokých Tatrách) je zastoupena slabě, keramika má rytou výzdobu a brázdění vpichy, našlo se mnoho seker s křížovým ostřím. 
Lažnianská skupina (2900 - 2800 př. Kr.; Lokality Malé Zalužice-Lažňany, Ruskov, Košice - Barca, Šebastovce, Prešov -Šarišské Lúky, Veľký Šariš) byla charakteristická prvními výrobky z jantaru, ústupem ryté výzdoby keramiky a opětovným nástupem malování černou barvou, dále novými druhy měděných nástrojů (nože či malé dýky), prvním výskytem zdomácnělého koně a pohřebišti s tradičním pohřbíváním, jakož i (již častěji) se žárovým ritem.